# Walter Nilsson
Kjell Valter Roland Nilsson, född  30 augusti 1932 i Kristianstad, död 20 november 1997 i Helsingborg , var författare och skribent i sjöfartsfrågor.

## Biografi
Walter Nilsson växte upp i Nyehusen söder om Yngsjö på den skånska östkusten där hans far var fiskare liksom de tre föregående generationerna hade varit. Han gick sju år i Yngsjö byskola men redan som 11-åring började han att arbeta som trädgårdsarbetare. Efter skoltiden hade han många olika arbeten; på handelsträdgårdar, som sjöman, industriarbetare, fyrvaktare på fyrskepp i Öresund och bästeman på en ålkvass, alltså en skuta för transport av levande ål. Han flyttade till Helsingborg 1958 och fick arbete som betongarbetare. Efter att ha skadats svårt i en arbetsplatsolycka 1968 började han att studera på Komvux och fick sedan anställning på Arbetsförmedlingen i Helsingborg. Han sjukpensionerades 1987.

## Författare, skribent och debattör
Redan på 1950-talet började Walter Nilsson att medarbeta i Svenska sjöfolksförbundets tidning Sjömannen med artiklar och dikter och från 1983 hade han varje månad en krönika i tidningen. Från 1967 och fram till sin död 1997 skrev han varje vecka krönikor för Helsingborgs Dagblad, ”Utkik vid sundet”, och de publicerades också i andra tidningar. Han berättade om svenska fartygsöden men tog också upp kontroversiella frågor om arbetsmiljö och inte minst utflaggning.

### Böcker
- 1978 kom den första boken, Fiskarens påg, den första i en serie självbiografiska romaner där verklighet blandas med fantasi. Den följdes av Trädgårdseleven (1979), Bästemannen (1985) och Betongarbetaren (1997)
- Kölsvin (1987) är en roman om redare som flaggar ut fartyg, lurar försäkringsbolag och smiter undan skatter
- Utflaggad (1989) är en faktasammanställning om ett ämne som i hög grad engagerade Walter Nilsson, alltså registrering av fartyg i länder med dåliga villkor för ombordanställda och med låga krav på sjösäkerhet. Han skrev också flera debattartiklar i samma ämne
- Skeppet Ingenting (1991) är både en thriller och inlägg i miljödebatten
- Svärd och överheten (1994) och Svärds sista vinter (1996) är fantasifulla skrönor från Ålakusten

Betongarbetaren (1997) blev den sista bok som han hann färdigställa, men han hade planer på flera andra böcker; en deckare i Helsingborgsmiljö, en bok om sin egen släkt med arbetsnamnet Jävlahavet och femte del i den självbiografiska sviten.
I synnerhet de tidiga böckerna blev mycket väl mottagna av läsare och recensenter. Det var romaner  med drag av Fritiof Nilsson Piratens skrönor. I senare romaner blev tonen mörkare. Böckerna präglas ofta av ett politiskt och socialt engagemang. Det kan märkas i de uppsluppna skrönorna om Ström men än mer i de andra böckerna. Walter Nilsson tog intryck av Ivar Lo-Johansson och Jan Fridegård, kände sig som arbetarklass och ville värna arbetarklassens språk. Däremot värjde han sig mot jämförelsen med Piraten: ”Han identifierade sig ju med överklassen och den högre medelklassen, akademikerna. - Med mina böcker vill jag redovisa en ärlig berättelse om hur en arbetargrabb växte upp och tog sig fram.” Engagemanget märks också i de debattartiklar han skrev om bekvämlighetsflagg, ekonomiskt fiffel och om dålig sjösäkerhet.
Walter Nilsson fick 1988 ta emot Svenska sjöfolksförbundets kulturpris för boken Kölsvin och för sina krönikor i Sjömannen och Helsingborgs Dagblad.
Helsingborgs stad beslöt 1998 att sätta upp 51 ”diktarplattor” med citat från Helsingborgsförfattares böcker. Walter Nilsson bodde på Drottninggatan 122 och utanför huset finns nu en skylt med text ur Betongarbetaren.

## Sjöfartsexpert och "båtolog"
Som sjöman på 1950-talet började Walter Nilsson att föra anteckningar om båtar han såg. Han fortsatte med arbetet även sedan han gått iland och samlade med åren på sig ett enormt register med uppgifter över 30 000  fartyg och en bildsamling med över 20 000 foton. Från sin bostad hade han utsikt över Öresund och kunde se och fotografera alla fartyg som passerade genom sundet. Med registrets hjälp och med omfattande egna kunskaper kunde han många gånger hjälpa journalister, försäkringsbolag och organisationer med svar på frågor.
Walter Nilsson tog 1963 initiativ till att starta en förening för alla intresserade av sjöfart och fartygshistoria, ”båtologer”. Ett upprop i tidskriften Svensk sjöfartstidning väckte stort gensvar och Klubb Maritim kunde ha sitt första möte i Helsingborg 24 augusti 1963. Walter Nilsson valdes till ordförande. På hösten samma år öppnade lokalavdelningar i Göteborg och Stockholm. När föreningen firade 50-årsjubileum uppgick medlemsantalet till över 4 000, en av världens största föreningar av detta slag. Walter Nilsson var Klubb Maritims ordförande 1963-1973 och 1975-1984. Klubben förvaltar nu Walter Nilssons omfattande bildsamling.

## Citat
| ”             | Walter Nilsson är enligt min mening den siste store genuine proletärförfattaren och förtjänar ett hedersrum i arbetardiktningens historia. | „ |
| – Helmer Lång | |   |